# Andrew Johnson (voetballer)
Andrew Johnson (Bedford, 10 februari 1981) is een voormalig Engels profvoetballer die bij voorkeur als aanvaller speelde. Hij kwam van 2005 tot en met 2007 acht keer in actie voor het Engels voetbalelftal.

## Clubcarrière

### Jeugd en Birmingham City
Johnson werd geboren in Bedford, Bedfordshire en begon zijn voetbalcarrière op de Luton Town FC's Academy. In eerste instantie werd zijn carrière bemoeilijkt door de perceptie dat hij te kort was om uit te groeien tot een spits van het hoogste niveau.
Hij vertrok naar Birmingham City, waar hij in 1998 zijn profdebuut maakte. Hij leed daar veelal tegenslag, met als dieptepunt het missen van de beslissende penalty in de League Cup finale van 2001 tegen Liverpool waardoor The Reds de winnaar werd. Nadat de club uit Birmingham in 2002 promotie naar de Premier League had afgedwongen werd hij na slechts een paar opmerkelijke optredens overgedaan aan Crystal Palace FC voor het bedrag van ± £750,000. Johnson werd gebruikt als wisselgeld in de overgang van Clinton Morrison, die vanuit Crystal Palace naar Birmingham City ging. In totaal maakte Johnson 8 doelpunten in 83 competitiewedstrijden bij de club uit Birmingham.

### Crystal Palace
Hoewel Johnson bij zijn aankomst bij Crystal Palace met weinig enthousiasme ontvangen werd, bleek de overgang achteraf een uitstekende stap voor zowel Johnson als Palace. Hij maakte zichzelf in korte tijd erg populair bij de Palace fans met een hattrick in de 5–0 afstraffing tegen rivaal Brighton & Hove Albion op 26 oktober 2002 en een tweede hattrick in de daaropvolgende wedstrijd bij Walsall.
De trainer Trevor Francis gaf echter vaak de voorkeur aan andere spelers in de punt van de aanval, waardoor Johnson op de vleugels speelde of op de bank zat. Toen Francis midden in het seizoen wegens teleurstellende resultaten werd ontslagen als trainer, werd hij vervangen door Steve Kember. De nieuwe trainer besloot Johnson in de rol van linker aanvaller te laten spelen. In eerste instantie bleek dit een goed besluit te zijn maar de resultaten werden steeds minder en Palace bezette een teleurstellende 20e plaats in de competitie in november 2003, Kember werd in deze maand dan ook ontslagen.
Onder het toeziend oog van de nieuwe trainer Iain Dowie verbeterde Johnson zijn spel aanzienlijk. Hij speelde nu in de aanval met Shipperley, sloot het seizoen af als topschutter in de Football League First Division 2003/04 en maakte in totaal 32 doelpunten. Palace bereikte de playoffs en dwong promotie naar de Premier League af, nadat West Ham United met 1–0 werd verslagen in de play-off finale op 29 mei 2004, vijf maanden daarvoor stond de club nog op een troosteloze 19e plaats in de competitie.
Ondanks dat Palace na slechts een seizoen terug degradeerde naar de Championship werd Johnson in het seizoen 2004/05 de meest scorende Engelse speler in de Premier League met 21 doelpunten en tweede op de algemene topschutters lijst in de Premier League. Johnson zijn aantal van 21 Premier League goals werd een record, want nog nooit eerder maakte een Crystal Palace speler dit aantal doelpunten in een seizoen op het hoogste niveau. Zijn doelpunten trokken ook de aandacht van toenmalig Engeland bondscoach Sven-Goran Eriksson. Hoewel Johnson's statistieken aantoonde dat acht van de 21 doelpunten voort kwamen uit penalty's bleek ook dat een nieuw record in de Premier League, hij dwong zeven van de penalty's zelf af.
Nadat Palace was gedegradeerd aan het einde van het seizoen 2004/05 en Johnson een transferverzoek indiende begonnen de speculaties naar welke club de Engelsman zou vertrekken. Op 2 augustus 2005 tekende Johnson echter een nieuw vijfjarig contract bij Palace, tegen een sterk verbeterd salaris en de intentie een snelle terugkeer naar het hoogste niveau te realiseren. Palace voorzitter Simon Jordan gaf Johnson's agent, Leon Angel de schuld als oorzaak dat de aanvaller eerder een transferverzoek indiende.
Palace slaagde er in het seizoen 2005/06 in een play-off plaats te bemachtigen maar moest het in de halve finale afleggen tegen Watford, waardoor promotie naar de Premier League uitbleef, nadat ze met 3-0 verloor en 0-0 gelijk speelde. Johnson scoorde 15 doelpunten in de Championship dat seizoen.

### Everton
Doordat Crystal Palace er niet in geslaagd was terug te promoveren naar de Premier League werden de geruchten over een vertrek van Johnson groter. Een bod van £7.25 miljoen van Everton FC werd echter van tafel geveegd en het leek er dan ook op dat de club er in zou slagen de aanvaller te behouden. Na het vertrek van de toenmalig Crystal Palace trainer Iain Dowie werd de wens om te vertrekken echter alleen maar groter. Op 24 mei 2006 maakte de club bekend een bod van £8.5 miljoen van Wigan Athletic te hebben geaccepteerd. Een dag later bood Bolton Wanderers hetzelfde bedrag en ook dit werd geaccepteerd. Johnson zijn voorkeur lag echter bij een andere club dan de eerder genoemde.
Weer een dag later verhoogde Everton haar bod naar £8.6 miljoen, wat geaccepteerd werd en Johnson zijn voorkeur had. Op 30 mei 2006 vond de medische keuring plaats, die de speler met succes doorstond. Hij tekende een vijfjarig contract bij de tweede club van Liverpool tegen een weeksalaris van ruim £30,000. Met de overgang werden enkele nieuwe records gevestigd, zo was hij destijds de duurste aankoop van Everton ooit en Crystal Palace duurste verkoop ooit. Hij gaf bij zijn komst aan voor deze club te hebben gekozen vanwege de omvang en statuur van de club en grote omvang aan fans. Zijn eerste doelpunt voor zijn nieuwe werkgever maakte hij op 19 augustus 2006 tegen Watford FC, de wedstrijd eindigde in een 2-1-overwinning. In zijn eerste seizoen bij de club kwam hij in totaal 12 keer tot scoren. Op 6 november 2007 tekende hij een nieuwe vijfjarige verbintenis.

### Fulham
In juli 2008 maakte Everton bekend dat het een bod met acht cijfers van Fulham FC had geaccepteerd op Johnson. Het duurde tot 7 augustus van dat jaar voor de overgang daadwerkelijk rond was. Dit had te maken met problemen tijdens de keuring. De aanvaller tekende een contract voor vier seizoenen, voor een niet nader bekendgemaakt salaris. Hij maakte zijn debuut in een uitwedstrijd tegen Bolton Wanderers op 18 september 2008. Deze wedstrijd eindigde in een 1-2-overwinning. Zijn eerste twee doelpunten in dienst van Fulham maakte hij tegen Wigan Athletic, op 29 oktober van dat jaar. In zijn eerste seizoen kwam hij in totaal tot tien doelpunten en eindigde hij met zijn club op de zevende plaats in de competitie.
Wegens aanhoudende knieproblemen moest hij het daaropvolgende seizoen grotendeels aan zich voorbij laten gaan. Ook moest hij het begin van het seizoen 2010/11 missen door aanhoudend blessureleed. Op 2 oktober 2011 scoorde hij een hattrick tijdens een 6-0-overwinning op stadsgenoot Queens Park Rangers. In juni 2012 liep zijn contract af. Hij had in vier jaar tijd dertien doelpunten gemaakt in 86 competitiewedstrijden.

### Queens Park Rangers
Nadat zijn contract bij Fulham afliep besloot hij in juni 2012 een tweejarig contract te ondertekenen bij de Queens Park Rangers. Hij maakte zijn debuut bij de ploeg uit West-Londen als een invaller, in de eerste competitiewedstrijd van het seizoen, in een thuiswedstrijd tegen Swansea City. Tijdens een competitiewedstrijd tegen Chelsea raakte de spits geblesseerd aan zijn knie. De prognose was dat de aanvaller van de Queens Park Rangers waarschijnlijk de rest van het seizoen 2012/13 niet meer kon voetballen. Hij had een blessure aan de voorste kruisband opgelopen. In augustus 2013 behaalde de aanvaller enige vorm van succes door in de Championship in de openingswedstrijd het winnende doelpunt te scoren tegen Sheffield Wednesday. Zijn contract liep op 1 juli 2014 af en werd niet verlengt waardoor de voetballer vanaf dat moment transfervrij was.

### Terugkeer naar Crystal Palace
Crystal Palace maakte op 3 september 2014 bekend dat Johnson een contract voor korte termijn bij de club had getekend. Naast het contract kreeg hij enkele verantwoordelijkheden binnen de jeugdacademie van de club. In januari 2015 liep zijn contract af en verliet hij de club. In totaal speelde hij deze tweede periode bij club slechts 1 wedstrijd, in de League Cup.
Op 20 maart 2016 keerde Johnson terug bij Crystal Palace om aan de slag te gaan als ambassadeur. Zijn werkzaamheden hadden wederom betrekking op de jeugdacademie en daarnaast betrekking op maatschappelijk gebied.

## Interlandcarrière
Johnson werd voor het eerst geselecteerd voor Engeland onder 20 en zat bij de definitieve selectie voor het Wereldkampioenschap onder 20 in 1999. Hij speelde daar onder meer met Ashley Cole, Peter Crouch, Stuart Taylor en Matthew Etherington. Het team eindigde als laatste in zijn poule, alle drie de wedstrijden werden verloren zonder daarin te scoren.
Tijdens het seizoen 2004/05 onthulde Johnson dat hij een oproep voor het Pools nationaal elftal niet zou weigeren, de speler kwam hiervoor in aanmerking doordat zijn grootvader was geboren in Polen. Dit zorgde er mede voor dat Engeland bondscoach Sven-Göran Eriksson haast maakte met het selecteren van de aanvaller. In februari 2005 maakte Johnson zijn debuut voor het Engels nationaal elftal tegen Oranje, hij kwam in de 61ste minuut in het veld om Wayne Rooney te vervangen. Een tweede interland speelde Johnson in een 2–1 vriendschappelijke overwinning op de Verenigde Staten tijdens de zomer tour door de Verenigde Staten in 2005. Op 9 mei 2006 werd bekend dat hij op de stand-bylijst stond om mee te gaan naar WK 2006, uiteindelijk hoorde hij bij de afvallers.
Onder de nieuwe bondscoach Steve McClaren werd hij meerdere keren geselecteerd en mocht tijdens de Euro 2008 kwalificatiewedstrijd tegen Israël in de basis beginnen.
Johson kwam acht keer uit voor de nationale ploeg, waarvoor hij geen doelpunten maakte.
| Interlands van Andrew Johnson voor Engeland | Interlands van Andrew Johnson voor Engeland | Interlands van Andrew Johnson voor Engeland | Interlands van Andrew Johnson voor Engeland | Interlands van Andrew Johnson voor Engeland | Interlands van Andrew Johnson voor Engeland |
| №                                           | Datum                                       | Wedstrijd                                   | Uitslag                                     | Competitie                                  | Goals                                       |
| Als speler van Crystal Palace               | Als speler van Crystal Palace               | Als speler van Crystal Palace               | Als speler van Crystal Palace               | Als speler van Crystal Palace               | Als speler van Crystal Palace               |
| ------------------------------------------- | ------------------------------------------- | ------------------------------------------- | ------------------------------------------- | ------------------------------------------- | ------------------------------------------- |
| 1                                           | 09.02.2005                                  | Engeland – Nederland                        | 0 – 0                                       | Vriendschappelijk                           | 0                                           |
| 2                                           | 28.05.2005                                  | Verenigde Staten – Engeland                 | 1 – 2                                       | Vriendschappelijk                           | 0                                           |
| Als speler van Everton                      |                                             |                                             |                                             |                                             |                                             |
| 3                                           | 02.09.2006                                  | Engeland – Andorra                          | 5 – 0                                       | EK-kwalificatie                             | 0                                           |
| 4                                           | 06.09.2006                                  | Macedonië – Engeland                        | 0 – 1                                       | EK-kwalificatie                             | 0                                           |
| 5                                           | 15.11.2006                                  | Nederland – Engeland                        | 1 – 1                                       | Vriendschappelijk                           | 0                                           |
| 6                                           | 24.03.2007                                  | Israël – Engeland                           | 0 – 0                                       | EK-kwalificatie                             | 0                                           |
| 7                                           | 28.03.2007                                  | Andorra – Engeland                          | 0 – 3                                       | EK-kwalificatie                             | 0                                           |
| 8                                           | 08.09.2007                                  | Engeland – Israël                           | 3 – 0                                       | EK-kwalificatie                             | 0                                           |

## Clubstatistieken
| Seizoen   | Club                   | Duels | Goals | Competitie                     |
| --------- | ---------------------- | ----- | ----- | ------------------------------ |
| 1997-1998 | Birmingham City        | 0     | 0     | Football League First Division |
| 1998-1999 | Birmingham City        | 3     | 0     | Football League First Division |
| 1999-2000 | Birmingham City        | 25    | 1     | Football League First Division |
| 2000-2001 | Birmingham City        | 34    | 4     | Football League First Division |
| 2001-2002 | Birmingham City        | 25    | 3     | Football League First Division |
| 2002-2003 | Crystal Palace FC      | 28    | 11    | Football League First Division |
| 2003-2004 | Crystal Palace FC      | 45    | 28    | Football League First Division |
| 2004-2005 | Crystal Palace FC      | 37    | 21    | Premier League                 |
| 2005-2006 | Crystal Palace FC      | 35    | 15    | Football League Championship   |
| 2006-2007 | Everton FC             | 32    | 11    | Premier League                 |
| 2007-2008 | Everton FC             | 29    | 6     | Premier League                 |
| 2008-2009 | Fulham FC              | 31    | 7     | Premier League                 |
| 2009-2010 | Fulham FC              | 8     | 0     | Premier League                 |
| 2010-2011 | Fulham FC              | 27    | 3     | Premier League                 |
| 2011-2012 | Fulham FC              | 20    | 3     | Premier League                 |
| 2012-2013 | Queens Park Rangers FC | 3     | 0     | Premier League                 |
| 2013-2014 | Queens Park Rangers FC | 17    | 2     | Football League Championship   |
| 2014-2015 | Crystal Palace FC      | 0     | 0     | Premier League                 |
|           | Totaal                 | -     | -     |                                |

## Erelijst

### Met clubteams
Crystal Palace
- Football League First Division playoffs

Winnaar: 2004

### Persoonlijke prijzen
- Premier League speler van de maand

oktober 2004, september 2006
- 2e plaats Topscorer Premier League

2004-05 (Crystal Palace)
- PFA Team van het jaar

2004-05
- First Division Topscorer

2003–04
- Crystal Palace Speler van het jaar

2004, 2005
- Crystal Palace "Centenary XI

2005